# بني عبيدان (تعز)
بني عبيدان هي إحدى قرى الجمهورية اليمنية. تتبع جغرافيا لمحافظة تعز وإداريًا لمديرية ماوية. يبلغ تعداد سكانها 3030 نسمة حسب الإحصاء الذي أجري عام 2004.